# Бугурт

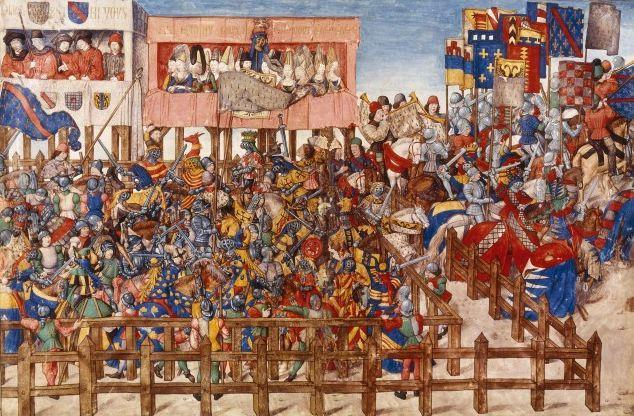
Свалка в ходе бугурта. Рисунок из «Книги турниров» Рене Анжуйского

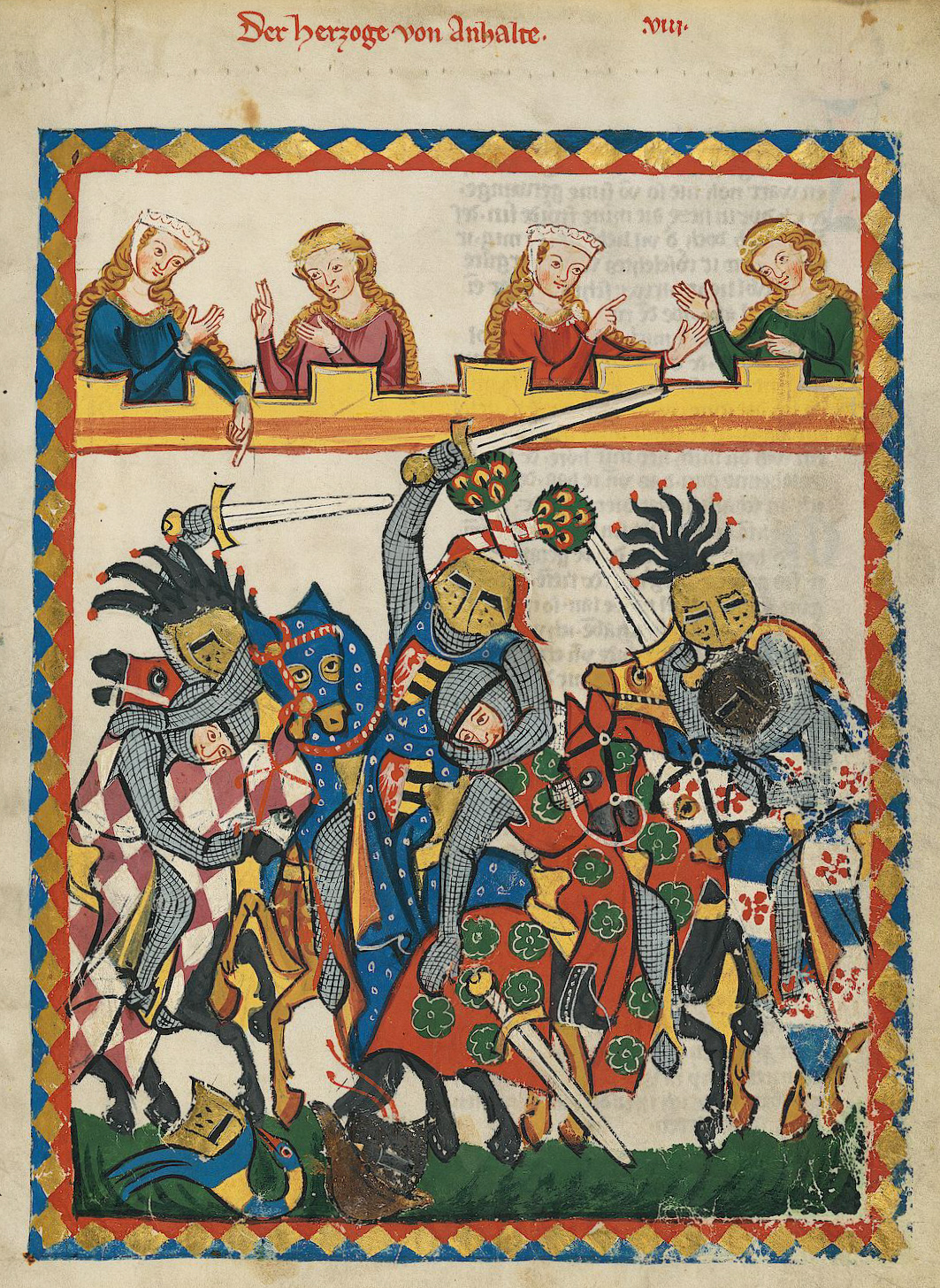
Изображение бугурта в Манесском кодексe 1300 год.

Бугу́рт (др.-в.-нем. Buhurt, старофр. bouhourt или buhurt «бить») — рыцарский турнир, в ходе которого две группы рыцарей, вооружённых затупленным оружием (копьями, либо другим турнирным арсеналом, как например: палица, меч, двуручный меч, топор, алебарда, или комбинацией, состоящей из одинаковых типов оружия), сражались друг против друга. Сражение рыцарей один на один называлось рыцарский поединок.

## Предназначение
Бугурт являлся как составной частью турнира, так и симуляцией одного из сценариев сражения, а следовательно, подготовкой к подобным ситуациям на войне. Оруженосец и на поле боя, и на бугурте мог заслужить шпоры (часть снаряжения, свидетельствовавшая о принадлежности носителя к сословию рыцарей).

## Проведение
Как правило, сражающиеся отличали друг друга по разноцветным матерчатым повязкам. На группы делились согласно жребию, а также набирались из так называемых турнирных сообществ. В ходе формирования групп определялось число сражающихся, а также устанавливался приз для победителей. Часто призом становились лошадь побеждённого рыцаря, доспехи или оружие, однако взамен мог быть выплачен денежный эквивалент приза. Некоторым бедным рыцарям поражение на бугурте могло стоить экономической свободы. Только зажиточные победители могли проявить великодушие и позволить проигравшему сохранить своё имущество, а также отказаться от выкупа.
По команде капитанов противоборствующие стороны атаковали группами или один на один и пытались при помощи оружия или рук столкнуть противника с лошади. Громкие крики, шум от ударов и столкновений создавали необыкновенную атмосферу сражения.
Порой бугурты протекали настолько хаотично и были настолько кровавыми, что такие владыки, как, например, Эдуард I, вынуждены были налагать запреты на их проведение.
Никто, кроме собственно рыцаря, не имел права сталкивать противника с лошади. Зрители должны были приходить безоружными и без доспехов. Конюхи не имели права приносить с собой ни мечи, ни кинжалы, ни палицы, а герольдам было запрещено прятать оружие под вапенроками. До свадьбы рыцарь мог принимать участие в турнире от его начала до конца, полные две недели. Профессиональные рыцари, вроде Уильяма Маршала, который к концу своей карьеры спешил порядка 500 рыцарей, могли стать богатыми и уважаемыми людьми. Часто в результате падения с лошади, причиной которого являлся, как правило, удар оружием или толчок, а иногда даже тепловой удар, рыцарь получал травму. В начале XIII века на копья начали надевать безопасные наконечники, а мечи затуплять.

## Современность
Бугурты распространены в среде исторической реконструкции, ролевых игр и исторического фехтования, где означают бой между двумя группами участников, которые, как правило, облачены в полный доспех. Оружие для таких сражений может быть выполнено из дюралюминия, стали или титана. Если задачей является историческая реконструкция подобного сражения, то используется стальное вооружение. Участник считается проигравшим, когда падает. Отличие от средневекового бугурта заключается в том, что он может быть не только турнирной номинацией, но и моделированием реального сражения.